# Sabiha
Sabiha ist ein türkischer weiblicher Vorname arabischer Herkunft mit der Bedeutung „schön, hübsch, anmutig“, der auch im arabischen Sprachraum zu finden ist.

## Namensträgerinnen
- Sabiha Bengütaş (1904–1992), erste türkische Bildhauerin
- Sabiha El-Zayat (* 1970), deutsche Ärztin und Persönlichkeit des Islams
- Sabiha Gökçen (1913–2001), erste türkische Pilotin und erste Kampfpilotin der Welt
- Sabiha Kasimati (1912–1951), albanische Ichthyologin
- Sabiha Sertel (1895–1968), erste türkische Journalistin